# لوئیز آدریانو
لوئیز آدریانو د سوزا دا سیلوا (پرتغالی: Luiz Adriano de Souza da Silva؛ زادهٔ ۱۲ آوریل ۱۹۸۷) که به صورت ساده با نام لوئیز آدریانو شناخته می‌شود، بازیکن فوتبال اهل برزیل است.
در باشگاه ورزشی ویتوریا برزیل در پست مهاجم بازی می‌کند.

## باشگاهی
لوئیز آدریانو در تیم‌های فوتبال اینترناسیونال، شاختار دونتسک و آ.ث. میلان سابقهٔ حضور دارد.